# سند الخزن

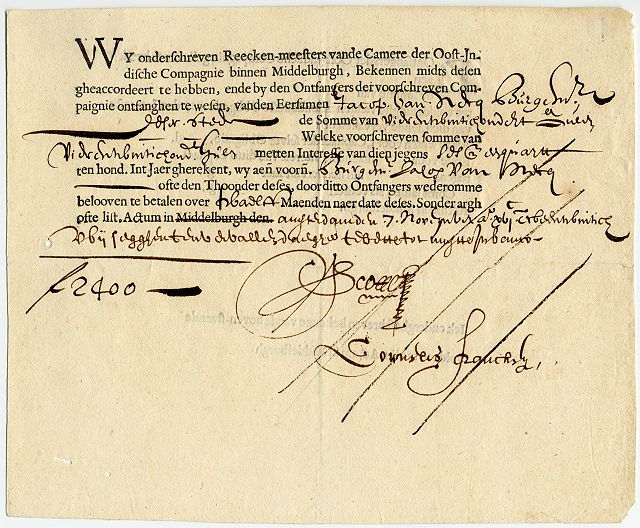

سند الخزن هو سند إذني يضمن به الدفع من خلال رهن البضائع الموجودة في مخزن عمومي.